# گلوران پریر
گلوران پریر (انگلیسی: Glorianne Perrier; ۲۱ مارس ۱۹۲۹ – ۷ مارس ۲۰۱۵) قایقران کانو اهل ایالات متحده آمریکا بود.